# جون سميث (لاعب كرة قدم أمريكية أمريكي)
جون سميث (بالإنجليزية: John Smith)‏ هو لاعب كرة قدم أمريكية أمريكي، ولد في 1 سبتمبر 1954 في ساكرامنتو في الولايات المتحدة.